# Chinesisches Neujahrsfest

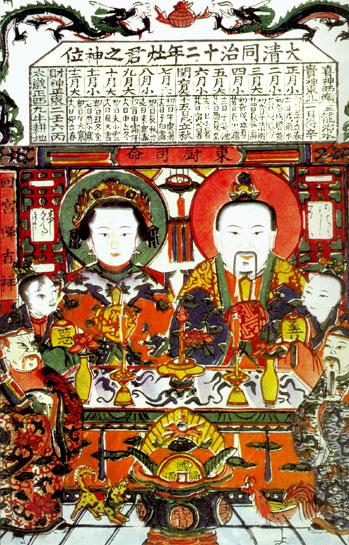
Der chinesische Küchengott

Das chinesische Neujahrsfest, Chunjie (chinesisch 春節 / 春节, Pinyin chūnjié – „Frühlingsfest“; auch 農曆新年 / 农历新年,  nónglì xīnnián – „Bauernkalender-Neujahr“ bzw. 過年 / 过年,  gùo nián – „Jahreswechsel“), gilt als der wichtigste traditionelle chinesische Feiertag und ist eines der asiatischen Mond-Neujahre. Der Neujahrstag, dessen Termin nach dem traditionellen chinesischen Lunisolarkalender berechnet wird, fällt auf einen Neumond zwischen dem 21. Januar und dem 21. Februar. Am 29. Januar 2025 beginnt das Jahr der Holz-Schlange, das bis zum 16. Februar 2026 dauert.

## Verbreitung
Gefeiert wird das Neujahrsfest vor allem in Ostasien im chinesischer Kulturkreis (Korea, Mongolei, Okinawa (Ryūkyū-Inseln), Vietnam, Japan – bis zur Kalenderumstellung 1873 zum gleichen Datum), zusätzlich jedoch auch weltweit in Gebieten mit großen Anteilen an Auslandschinesen in den chinesischen Diasporagemeinden in Thailand, Singapur, Malaysia, Indonesien, Philippinen oder in der Übersee im Westen (Abendland). Dabei handelt es sich vor allem um spezielle Stadtviertel, die Chinatowns, die oft im Rahmen ihrer politischen, geographischen wie auch kulturellen Entfernung von China, insbesondere durch die Folgen der Kulturrevolution, eine eigene Neujahrstradition entwickelt haben.
Auch andere ethnische Gruppen wie Mongolen, Koreaner, Miao, Vietnamesen, Bhutaner und einige Volksgruppen in Nepal, welche durch China in kultureller, religiöser oder sprachlicher Hinsicht beeinflusst wurden, haben bestimmte Elemente bzw. den Termin des chinesischen Neujahrsfestes übernommen. Das Brauchtum kann sich daher als regional sehr unterschiedlich erweisen. In Tibet wird das Neujahrsfest meist einen Neumond später als im Rest Chinas gefeiert. Da das Fest in verschiedensten Ländern gefeiert wird und sich am Lunisolarkalender orientiert, wird es auch Mond-Neujahr genannt, wie der ursprüngliche Name im Chinesischen lautet.

Das chinesische Neujahr ist ein Clan- und Familienfest. Aufgrund der hohe Anzahl von Arbeitsmigration innerhalb Chinas im Rahmen des Arbeitskräftebedarfs in den verschiedenen Großstädten leben immer öfters Familienmitglieder von ihren Familien getrennt, insbesondere die einfachen Wanderarbeiter in den südchinesischen Küstengebiete sowie ein Teil der Auslandschinesen, die zum Neujahrsfest die Verwandten und Familien in den Heimatorten besuchen und mit ihnen zusammen feiern. Anlässlich dieses Festes setzt jedes Jahr die größte regelmäßige Migrationsbewegung der Welt ein. 
Die abseits ihrer Heimatgebiete arbeitenden Chinesen sparen in der Regel ihren gesamten Jahres-Urlaubsanspruch, um zum chinesischen Neujahrsfest mindestens zwei, wenn nicht mehr Wochen der Arbeit fernbleiben zu können. Dass in der Heimat dann Clan-Interessen besprochen werden und teils auch andere Arbeitsmöglichkeiten angeboten werden, ist ein Nebeneffekt dieser Migration. Dies ist ein fester Kalkulationsfaktor, z. B. bei Baustellen im gesamten südostasiatischen Raum.

## Datum
| Datum Neujahrstag | Bezeichnung des Jahres                                       |
| ----------------- | ------------------------------------------------------------ |
| 19. Februar 2015  | [未]羊, [wèi]yáng Jahr des Holz-Schafes (乙未, yǐwèi 32)     |
| 8. Februar 2016   | [申]猴, [shēn]hóu Jahr des Feuer-Affen (丙申, bǐngshēn 33)   |
| 28. Januar 2017   | [酉]雞, [yǒu]jī Jahr des Feuer-Hahns (丁酉, dīngyǒu 34)      |
| 16. Februar 2018  | [戌]狗, [xū]gǒu Jahr des Erde-Hundes (戊戌, wùxū 35)         |
| 5. Februar 2019   | [亥]豬, [hài]zhū Jahr des Erde-Schweins (己亥, jǐhài 36)     |
| 25. Januar 2020   | [子]鼠, [zǐ]shǔ Jahr der Metall-Ratte (庚子, gēngzǐ 37)      |
| 12. Februar 2021  | [丑]牛, [chǒu]niú Jahr des Metall-Büffels (辛丑, xīnchǒu 38) |
| 1. Februar 2022   | [寅]虎, [yín]hǔ Jahr des Wasser-Tigers (壬寅, rényín 39)     |
| 22. Januar 2023   | [卯]兔, [mǎo]tù Jahr des Wasser-Hasen (癸卯, guǐmǎo 40)      |
| 10. Februar 2024  | [辰]龍, [chén]lóng Jahr des Holz-Drachen (甲辰, jiǎchén 41)  |
| 29. Januar 2025   | [巳]蛇, [sì]shé Jahr der Holz-Schlange (乙巳, yǐsì 42)       |
| 17. Februar 2026  | [午]馬, [wǔ]mǎ Jahr des Feuer-Pferds (丙午, bǐngwǔ 43)       |
| 6. Februar 2027   | [未]羊, [wèi]yáng Jahr des Feuer-Schafes (丁未, dīngwèi 44)  |
| 26. Januar 2028   | [申]猴, [shēn]申猴]hóu Jahr des Erde-Affen (戊申, wùshēn 45) |

Da der chinesische Kalender im Gegensatz zum gregorianischen Kalender ein Lunisolarkalender ist, fällt das chinesische Neujahr jeweils auf unterschiedliche Tage. Ihm steht das am gregorianischen Kalender orientierte westliche Neujahrsfest (新年,  Xīnnián) gegenüber.
Das chinesische und auch vietnamesische Neujahrsfest findet zwischen dem 21. Januar und dem 21. Februar statt, am zweiten (sehr selten am dritten) Neumond nach der Wintersonnenwende. Der Neujahrstag verschiebt sich von Jahr zu Jahr um ca. 11 Tage auf einen früheren Termin; wenn sich dadurch ein Termin vor dem 21. Januar ergäbe, wird ein Schaltmonat eingeschoben und der Termin verschiebt sich stattdessen um ca. 19 Tage nach hinten.
Mit dem Neujahrsfest ist nach der chinesischen Astrologie der zyklische Wechsel zwischen den zwölf verschiedenen Erdzweigen verbunden: Ab dem chinesischen Neujahr von 2025 beginnt das Jahr der Schlange. Zusätzlich wird durch eine Kombination mit den zehn Himmelsstämmen ein Sechzigjahrzyklus durchlaufen. Mit dem Himmelsstamm „Holz und Yin“, ergibt sich daraus das Jahr 乙巳,  yǐsì (Nummer 42) des 78. Sechzigjahreszyklus des chinesischen Kalenders.
Eine umfangreiche Liste der Termine aller Neujahrstage zwischen 1900 und 2080 und ihrer Zuordnung zu Tierkreiszeichen und Element steht unter Chinesische Neujahrstermine zur Verfügung, wobei die zeitnahen Termine in der Tabelle aufgelistet sind.

## Mythologie

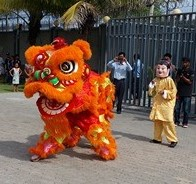
Löwentanz zum Neujahr in Dili (Osttimor)

Eine alte Legende besagt, dass ein menschenfressendes Monster jährlich aus den Bergen (oder, je nach Quelle, aus dem Meer) kam, um seinen Hunger nach dem Tiefschlaf zu stillen. Um sich vor dem „Jahresmonster“ (年獸 / 年兽,  Niánshòu) zu schützen, machten die Menschen Lärm und Feuer und färbten alles rot und gold, da das Monster angeblich sensibel auf Lärm und die Farben Rot und Gold reagieren würde. Die Vertreibung des Monsters wird „Guònián“ genannt, Gehen des „Nian- oder Jahresmonsters“ (過年 / 过年), womit das Gehen des alten Jahres gemeint ist, also das Neujahrsfest.
Die Legende vom Löwentanz (舞龍 / 舞龙,  wǔlóng – „Drachentanz“) beruft sich auf den damaligen Kaiser der Qing-Dynastie, Qianlong (Ch'ien Lung). Eines Nachts hatte dieser einen merkwürdigen Traum. Er träumte von einem mythischen Wesen, aus dessen Kopfmitte ein Horn ragte und das ihm gegenüberstand. Der Kaiser fühlte sich beängstigt, die Kreatur jedoch schaute ihn lediglich an und war mit einem Funkeln in den Augen wieder verschwunden. Der Kaiser ließ sofort am nächsten Morgen seine Gelehrten und Diener rufen und begann mit der Untersuchung der Bedeutung des Traumes und des Wesens. Seine Untergebenen kamen schließlich zu der Lösung, dass es sich bei dem Wesen um einen Löwen handeln könne und dass dieser dem Kaiser zu verstehen geben wollte, dass er dem Kaiser rangmäßig gleichgestellt sei. Fortan nannte der Kaiser diesen Löwen Ruishi (瑞獅 / 瑞狮,  ruìshī, englisch Imperial guardian lions – „Glückslöwe“) Einige Zeit später schufen die Bewohner der Stadt Lingnan in der Provinz Guangdong einen neuen Löwen, den sie jedoch Fushan Shi nannten. Um diesen Löwen nun mit Leben zu erfüllen, experimentierten verschiedene Kampfkunstvertreter mit verschiedenen Choreografien von Tanzschritten, um diese Aufgabe zu erfüllen. So entstand nach einiger Zeit eine eigenständige Form des Tanzes, die noch heute als „Löwentanz“ bekannt ist.

## Grußformeln

招財進寶 (zhāo cái jìn bǎo)

Zum Neujahr werden verschiedene Grußformeln benutzt:
新年快樂 / 新年快乐,  xīnnián kuàilè, Jyutping san1nin4 faai3lok6 – „Frohes Neues Jahr“
新年,  xīnnián steht für „Neues Jahr“. 快樂 / 快乐,  kuàilè steht für „glücklich / fröhlich“.
恭賀新禧 / 恭贺新禧,  gōnghè xīnxǐ, Jyutping gung1ho6 san1hei1 – „Glückwunsch für neues Glück und Segen im neuen Jahr“
恭喜發財 / 恭喜发财,  gōngxǐ fācái, Hokkien keong hee huat chye, Jyutping gung1hei2 faat3coi4, kantonesisch kung hei fat choi – „Glückwunsch für Erfolg und Wohlstand“
恭喜,  gōngxǐ ist ein anderer Ausdruck für 恭賀 / 恭贺,  gōnghè und steht für „Glückwunsch bzw. Gratulation“ und 發財 / 发财,  fācái bedeutet „monetärisch erfolgreich“ bzw. „zum Wohlstand und Reichtum kommen“. Zusammen also „Glückwunsch für Erfolg und Wohlstand im neuen Jahr“. Diese Grußformel wird genutzt, wenn man anderen ein erfolgreiches Jahr und Glück wünschen möchte; sie ist mehr im südwestlichen China und speziell im Raum Kanton und Taiwan gebräuchlich.

## Verlauf und Traditionen

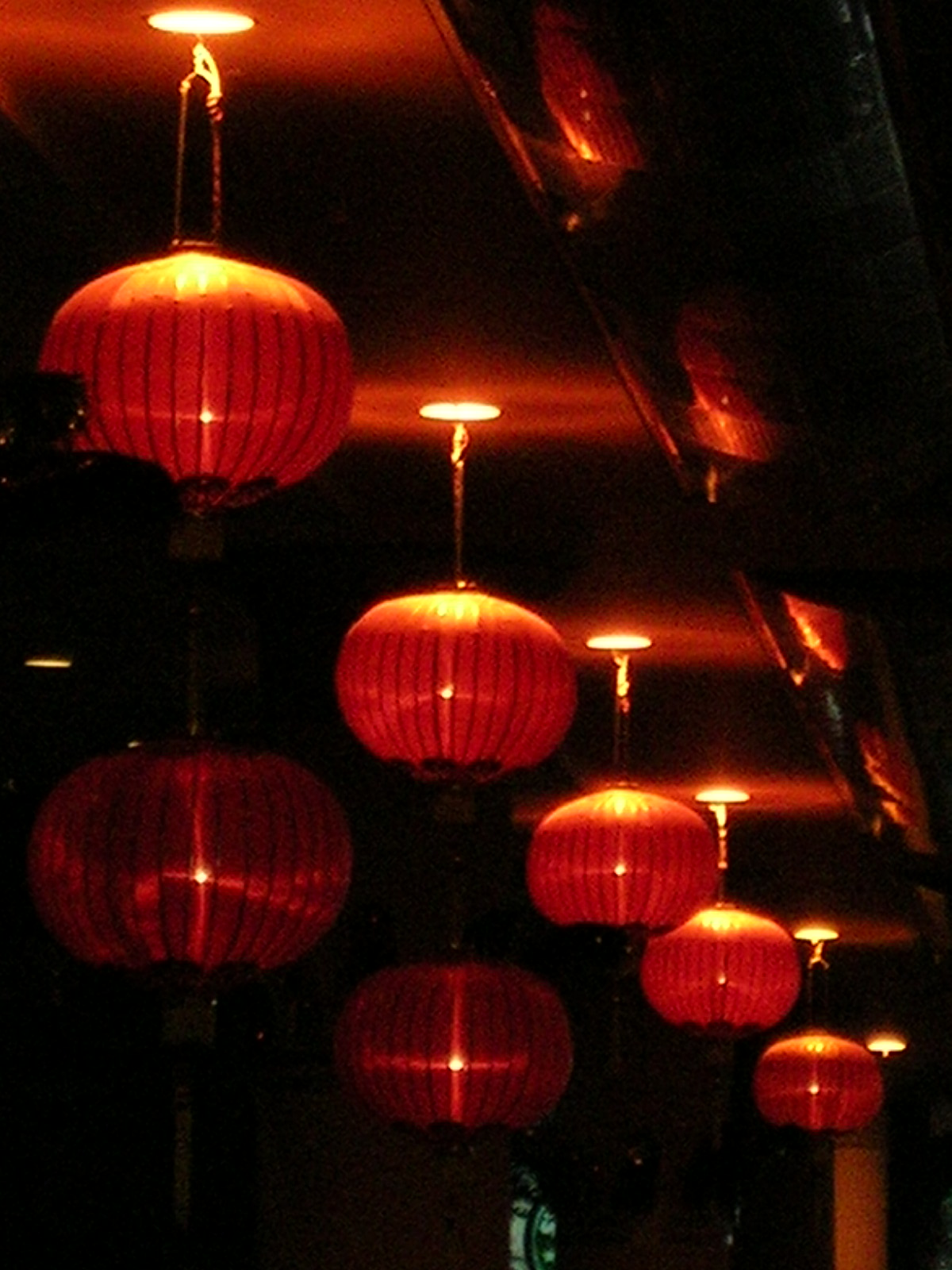
Rote Laternen als Symbol für Glück

Die Vorbereitungen für das Neujahrsfest beginnen bereits lange vor dessen Termin, meist in einem Zeitraum von zwei Wochen. In der Volksrepublik China umfasst das Neujahrsfest drei gesetzliche Feiertage, traditionell sind es jedoch fünfzehn, und in der Regel werden fünf bis acht Tage frei genommen. Der Abschluss wird am 15. Tag des neuen Jahres mit dem Laternenfest begangen. Das Neujahr wird mit Feuerwerk, Drachen- und Löwentänzen begangen sowie typischerweise durch Mah-Jongg-Spiele begleitet.

### Vorbereitungen

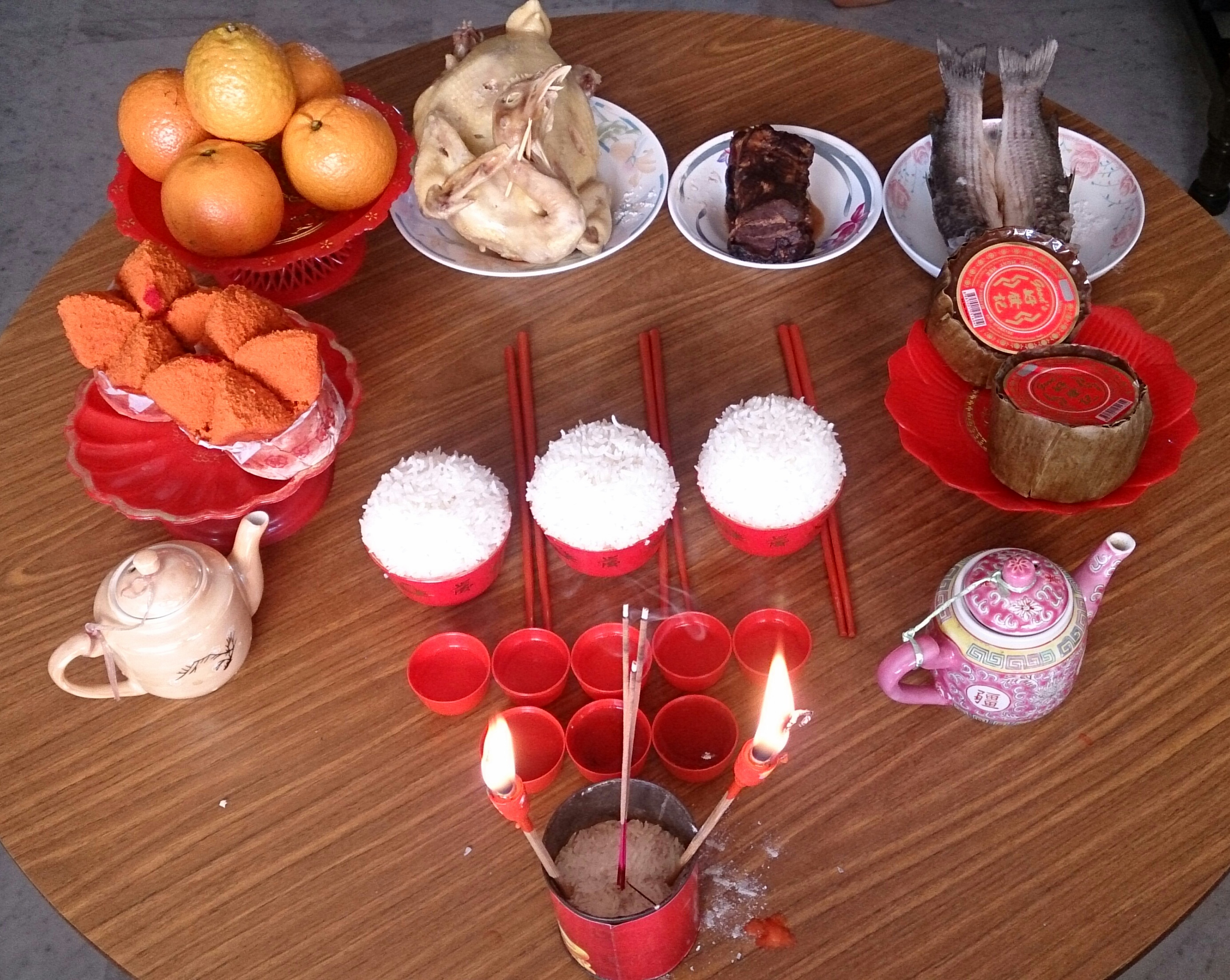
Traditionelle Opfergaben an Gottheiten zum Neujahr in China

Traditionell am 20. Tag des elften Monats steht die Reinigung des Hauses mit Bambuszweigen und dessen anschließende Dekoration an, wobei die zahlreichen Lampen und Papierbänder (duilian) meist rot gefärbt sind sowie mittels schwarzer Tinte durch allerlei Neujahrssprüche beschriftet wurden. Rot steht in China für Glück, Freude und Wohlstand. Auch in Bezug auf den Jahresdämonen nian spielt Rot eine Rolle, denn dieser soll der Legende nach an jedem Neujahrstag ein Dorf terrorisiert haben und schließlich durch rote Farbe, Lampen und Lärm vertrieben worden sein. Auf den Wänden bringt man zudem goldfarbene Glückszeichen an. Die Spruchbänder werden an die Tür gehängt und dabei umgedreht. Allgemein wird vor dem Neujahr alles erneuert: man streicht Wände neu, kauft sich neue Kleidung, besucht den Friseur und geht vorbereitenden Einkäufen nach.
Zu den vielen meist regionalen Ritualen gehört auch die Opferung von meist süß-klebrigem Reis an den Küchengott (灶君,  Zao Jun). Dieser verlässt das Haus der Legende nach sieben Tage vor dem Neujahrsfest, um dem himmlischen Jadekaiser über die Vorkommnisse des letzten Jahres Bericht zu erstatten. Durch den süßen Reis soll er nur noch Positives berichten können, und er kehrt schließlich vier Tage nach dem Neujahrsfest wieder in das Haus, wo er mit Früchten und Tee empfangen wird.
Am Neujahrstag selbst darf auch kein Brunnenwasser geschöpft werden, um dem Brunnengott Ruhe zu gewähren. Diese Tradition ist jedoch aufgrund der zunehmenden Modernisierung der Wasserversorgung rückläufig.

### Letzter Tag des Jahres

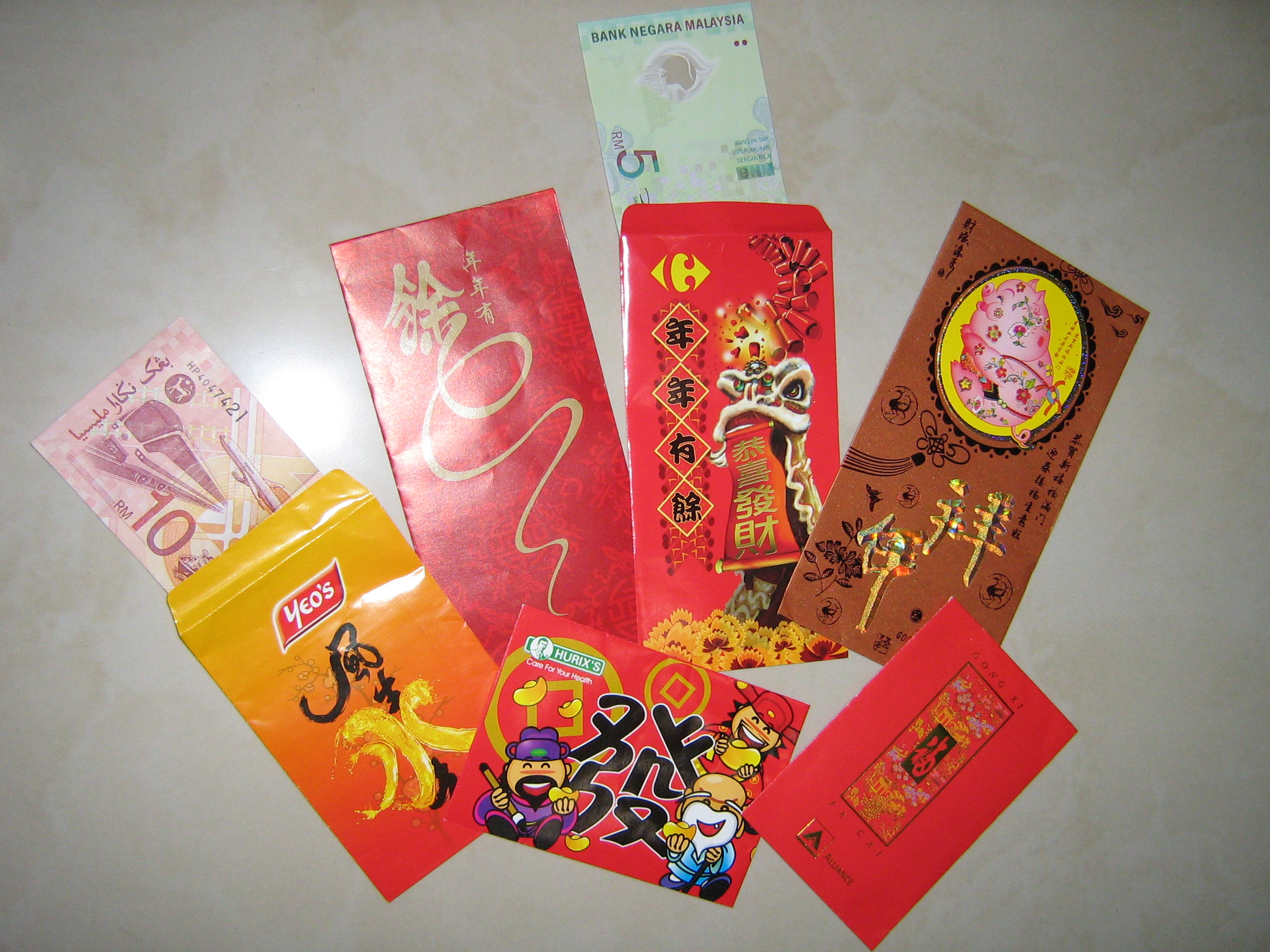
„Hungbao“ – Geldgeschenke in roten Umschlägen (hier in Malaysia als Angpow / Ang Pow)

Spätestens am Vorabend des Neujahrsfestes (除夕,  chúxī – „chinesischer Silvester“) kommt die Familie zu einem reichhaltigen Festessen zusammen, traditionell mit Hühnchen und Fisch, dieser wird jedoch nicht vollständig aufgegessen. Das Wort für „Fisch“: yú 魚 / 鱼 ist homophon zum Wort für „Überfluss“: yú 餘 / 余, was letztlich „Wohlstand“ impliziert – dieser soll entsprechend nicht aufgebraucht werden. Es werden dabei in rote Umschläge verpackte Geldgeschenke, im Hochchinesischen hóngbāo genannt (kantonesisch laisi / lai si, Hokkien angpow / ang pow), an die Kinder verteilt, wobei die Höhe des Geldbetrages von großer Bedeutung ist. Auch jiǎozi müssen für den nächsten Tag vorbereitet werden. Vor Beginn des neuen Jahres zwischen 23 Uhr und Mitternacht verlässt man daraufhin das Haus und nimmt dabei die Spuren des alten Jahres mit sich ins Freie, kehrt jedoch anschließend zurück, um die Fenster zu öffnen und auf diese Weise das Glück des neuen Jahres hereinzulassen. Nach 23 Uhr setzt auch das Feuerwerk ein und hält bis spät in den nächsten Morgen an. In vielen Städten ist es aufgrund der Brandgefahr verboten.

### Neujahrstag

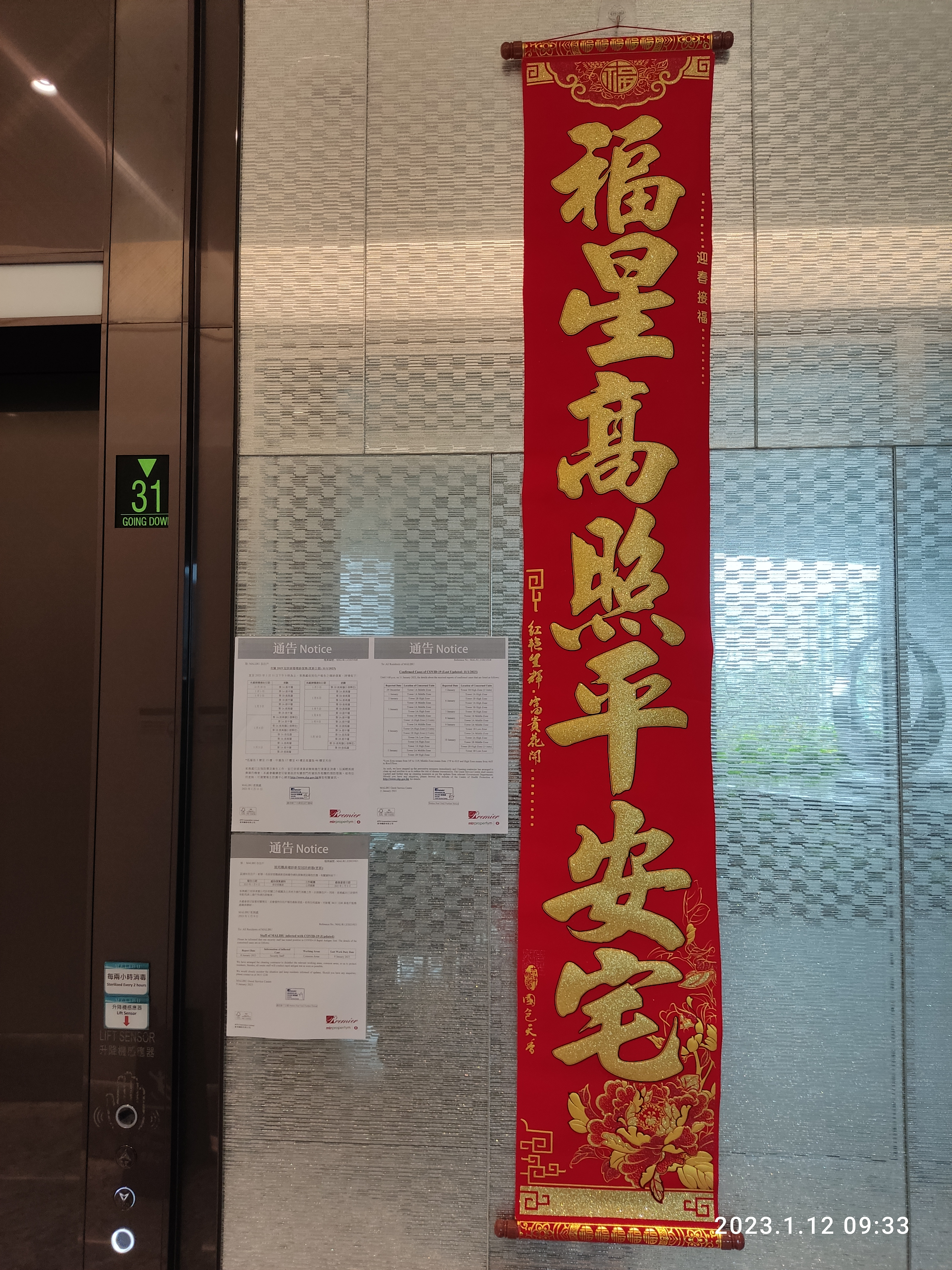
Teil eines Spruchpaars zum chinesischen Neujahr (Chunlian) in Hongkong

Der erste Tag des neuen Jahres (正月初一,  Zhēngyuè Chūyī) wird ebenfalls im Kreise der Familie begangen. Man trifft sich am Morgen, grüßt seine Eltern mit einem Neujahressegen und einem Kompliment. Im Anschluss werden rote Umschläge an unverheiratete Mitglieder der Familie, seltener auch an unverheiratete Gäste, verteilt, soweit dies nicht am Vorabend schon geschehen ist. Wichtig hierbei ist das Gedenken und die Respekterweisung gegenüber den Ahnen. 
Des Weiteren wird der Tag zum Neujahrsshoppen und zum Besuch von Freunden und Verwandten genutzt, denen ein gesegnetes Neujahr gewünscht wird. (拜年,  bàinián)

### Zweiter Tag
Der zweite Tag (正月初二,  Zhēngyuè Chū’èr) ist die Rückkehr verheirateter Töchter mit ihrem Ehemann in ihre Familien (回娘家,  Huíniángjiā oder 回女家,  Huínǚjiā), er wird meist mit einem umfangreichen Festmahl gefeiert.

### Dritter und vierter Tag
Am dritten Tag (正月初三,  Zhēngyuè Chūsān) und vierten Tag (正月初四,  Zhēngyuè Chūsì) des neuen Jahres werden die Verwandten besucht. Oft ist dies mit gemeinsamen kleinen Reisen der Großfamilien verbunden. Dieser Tag wird auch „Chìkǒu“ (赤口 – „bloßes Mundwerk = Streit“) genannt, da man sich leichter bei Familienfesten mit Mitgliedern der Großfamilie streitet.
Bei Familien, in denen ein Angehöriger gestorben ist, fällt, als Respekt für den Toten, drei Jahre lang der Hausbesuch aus. Stattdessen wird das Grab, die Urne oder eine andere Gedenkstätte des Verstorbenen besucht.

### Fünfter Tag
Der fünfte Tag (正月初五,  Zhēngyuè Chūwǔ) beginnt in Nordchina mit einem Frühstück mit Jiǎozi (餃子 / 饺子 – „Teigtaschen“). Er wird auch pòwǔ (破五 – „zerbrochene Fünf“) genannt.
An diesem Tag wird ebenfalls der Geburtstag des chinesischen Wohlstandsgottes gefeiert. In Taiwan ist dies traditionell der von Feuerkrachern begleitete Wiederöffnungstag der Läden.

### Siebter Tag
Am siebten Tag (正月初七,  Zhēngyuè Chūqī) oder „Rénrì“ (人日) ist „jedermanns Geburtstag“, an dem man ein Jahr älter wird. Früher spielten im traditionellen China individuelle Geburtstage kaum eine Rolle im Vergleich zu diesem Tag, was sich in der Moderne gewandelt hat.
Der Tag ist in der Jin-Dynastie der Höhepunkt des Frühlingsfestes, da jeder der ersten sieben Tage der Geburtstag eines Tieres ist.
1. Tag: Huhn,
2. Tag: Hund,
3. Tag: Eber,
4. Tag: Schaf,
5. Tag: Kuh,
6. Tag: Pferd und
7. Tag: Mensch.
Für Buddhisten (buddhistische Laien) ist dies ein vegetarischer Tag.

### Neunter Tag
Der neunte Tag (正月初九,  Zhēngyuè Chūjiǔ) wird von Daoisten zum Anbeten des Jadekaisers des Himmels (天公,  Tiāngōng) genutzt.
Dieser Tag hat für die Bevölkerung der Provinz Hokkien besondere Bedeutung, welche in der Nacht zum neunten Tag den Jadekönig anbeten und ihm Tee und Zuckerrohr servieren, um sich vor den bösen Auswirkungen einer Ausrottung, welche Generationen zuvor stattfand, beschützen zu lassen.

### Fünfzehnter Tag
Am fünfzehnten Tag (正月十五,  Zhēngyuè Shíwǔ) wird das Laternenfest (元宵節 / 元宵节,  Yuánxiāojié) gefeiert. Tangyuan (湯圓 / 汤圆,  tāngyuán – „Klößchen aus Klebreismehl mit süßer Füllung“) werden gegessen und Kerzen werden außerhalb des Hauses entzündet, um den Geistern der Ahnen den Weg nach Hause zu leiten. Die Menschen gehen ebenfalls mit kleinen Laternen auf die Straßen. Mit diesem Tag endet das Frühlingsfest.

## Gebräuche

### Glück bringend
- Öffnen von Fenstern und Türen, um das Glück während des Festes hereinzulassen.
- Licht in der Nacht brennen zu lassen, um dem Glück den Weg ins Haus zu leuchten und böse Geister abzuschrecken.
- Süßes Essen, um das neue Jahr zu süßen.
- Das Haus für das neue Jahr zu putzen, damit das Glück gleich am ersten Tag Platz findet.
- Was am ersten Tag des neuen Jahres passieren wird, reflektiert das kommende Jahr. So wird gerne am ersten Tag gespielt.
- Ein neues Paar Hausschuhe, welches im alten Jahr gekauft und seit dem ersten Tag getragen wird, bedeutet altes Reden und Gerüchte von sich abzustreifen.
- In der Nacht vor dem neuen Jahr soll man sich in Pampelmusenblättern baden, da es Gesundheit im neuen Jahr bringen soll.
- Das Berühren der weißen Flecken eines chinesischen Glückshundes (福狗,  fúgǒu bzw. 福犬,  fúquǎn, englisch Chinese Foo Dog) in der Neujahrsnacht soll das ganze Jahr lang Glück bringen.

### Unglück bringend
- Neue Schuhe während der Neujahrestage zu kaufen soll „Unglück“ bringen, da das Wort für „Schuh“ (鞋子,  xiézi) homophon zum hochchinesischen Wort für „schlecht, böse und ungesund“ (邪,  xié – „böse; häretisch; abnormal; unorthodox; dämonisch; falsch;“) ist.
- Die Haare während der Festlichkeiten zu schneiden bringt Unglück, da das Wort „Haar“ (髮 / 发,  fà) homophon mit dem Wort für „Wohlstand“ (發 / 发,  fā) ist und man sich diesen wegschneiden würde. (Man beachte, dass die Kurzzeichen identisch sind.)
- Den Boden am ersten Tag zu kehren, bedeutet das Glück wegzukehren.
- Über Tote zu sprechen ist ein Tabu und gilt als unheilvoll.
- Bücher während der Festlichkeiten zu kaufen bedeutet „Unglück“, weil das Wort „Buch“ (書 / 书,  shū) homophon mit dem Wort „Verlieren“ (輸 / 输,  shū) ist.
- Weiße oder schwarze Kleidung sollte vermieden werden, da Schwarz die Farbe des Unglückes und Weiß traditionell die Farbe des Trauerfalls ist und zur Beerdigung getragen wird.

## Galerie

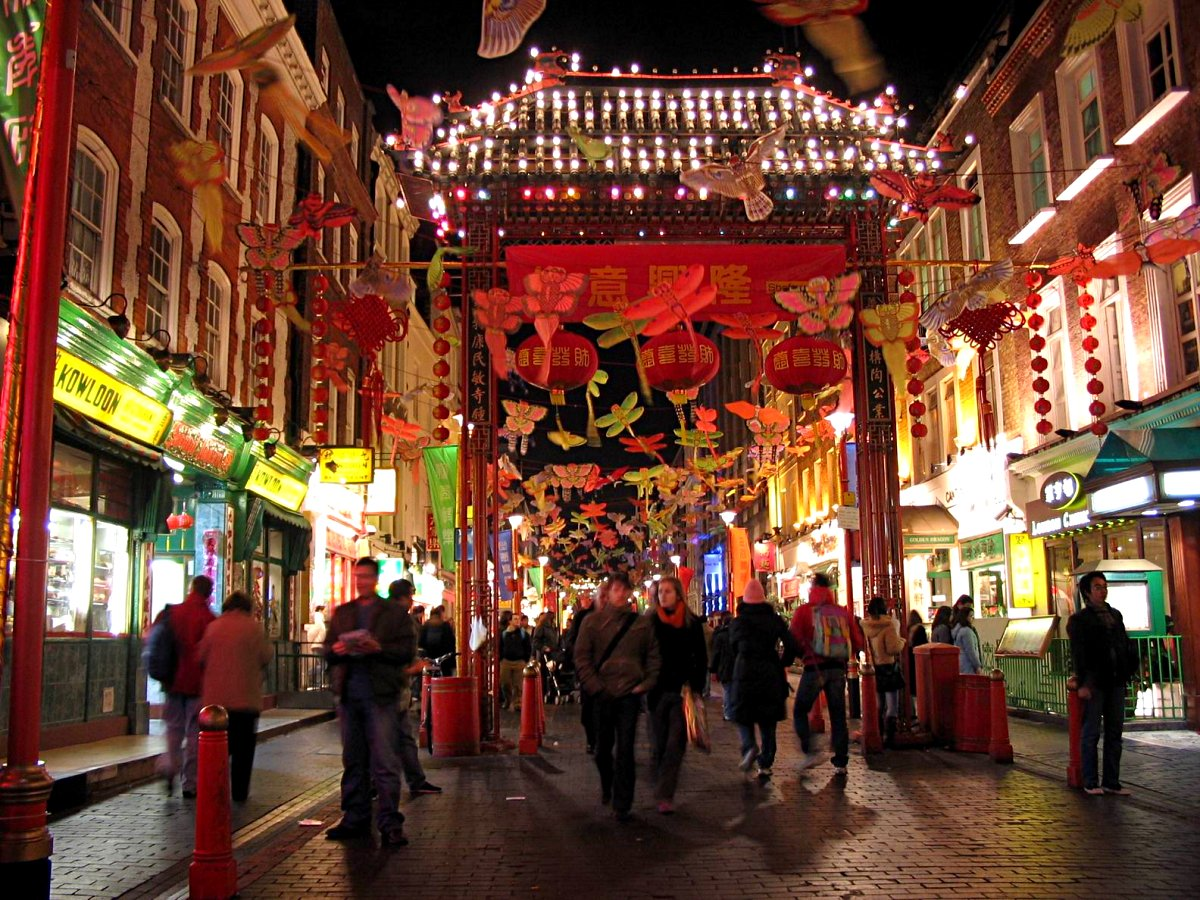
Londons Chinatown, festlich dekoriert für das chinesische Neujahrsfest
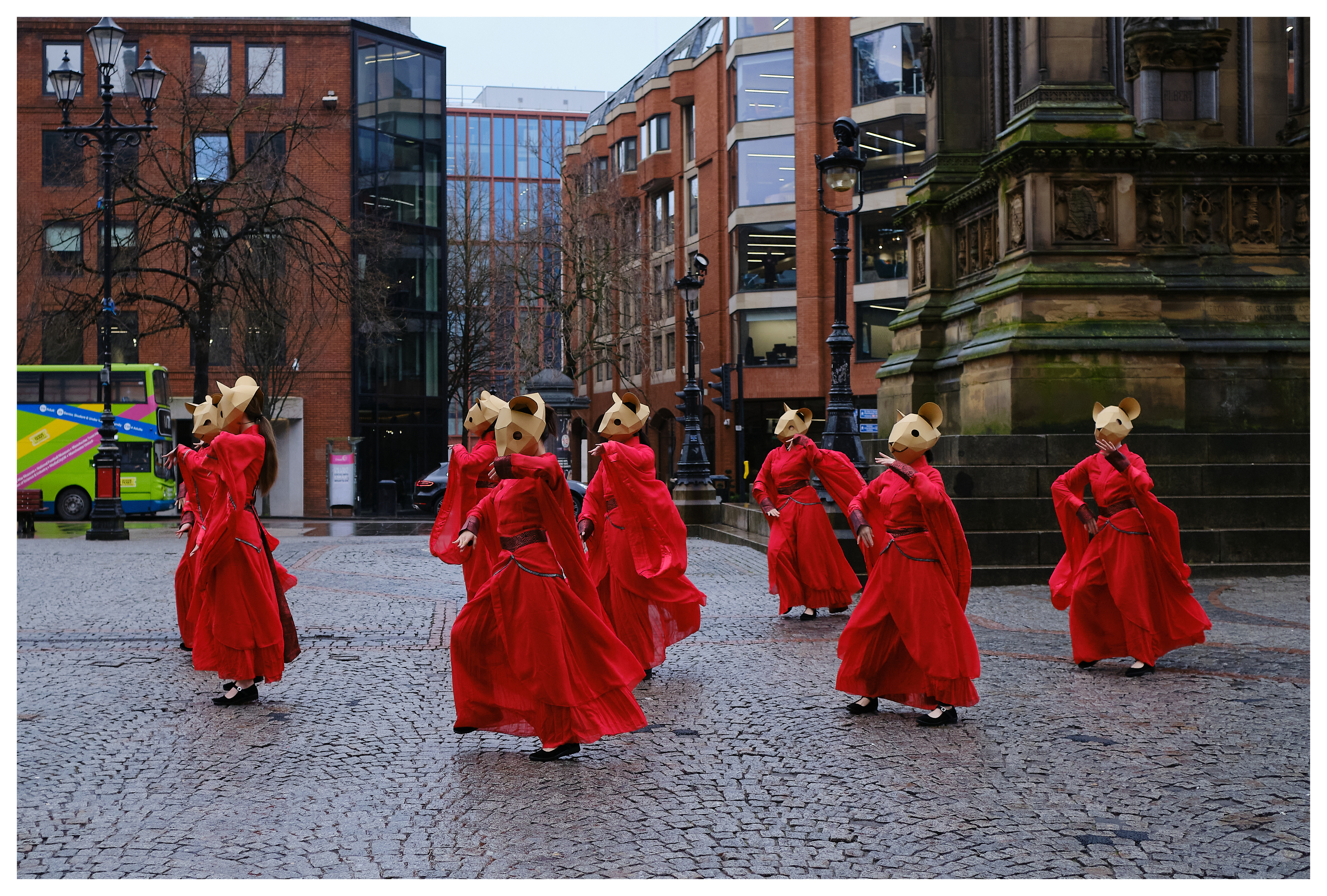
Chinesisches Neujahr in Manchester, UK
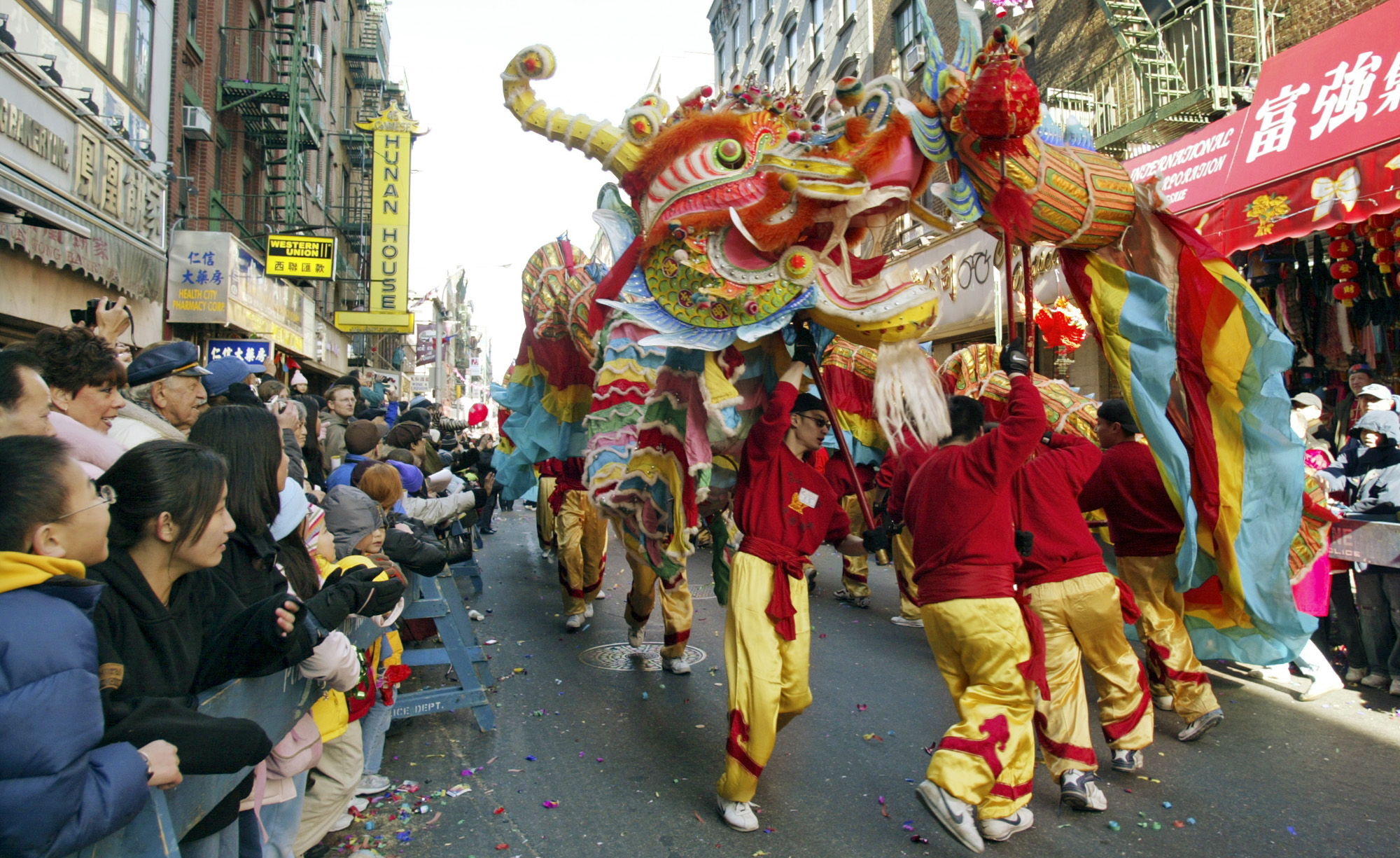
Drachentanz zum Neujahrsfest in Chinatown, New York
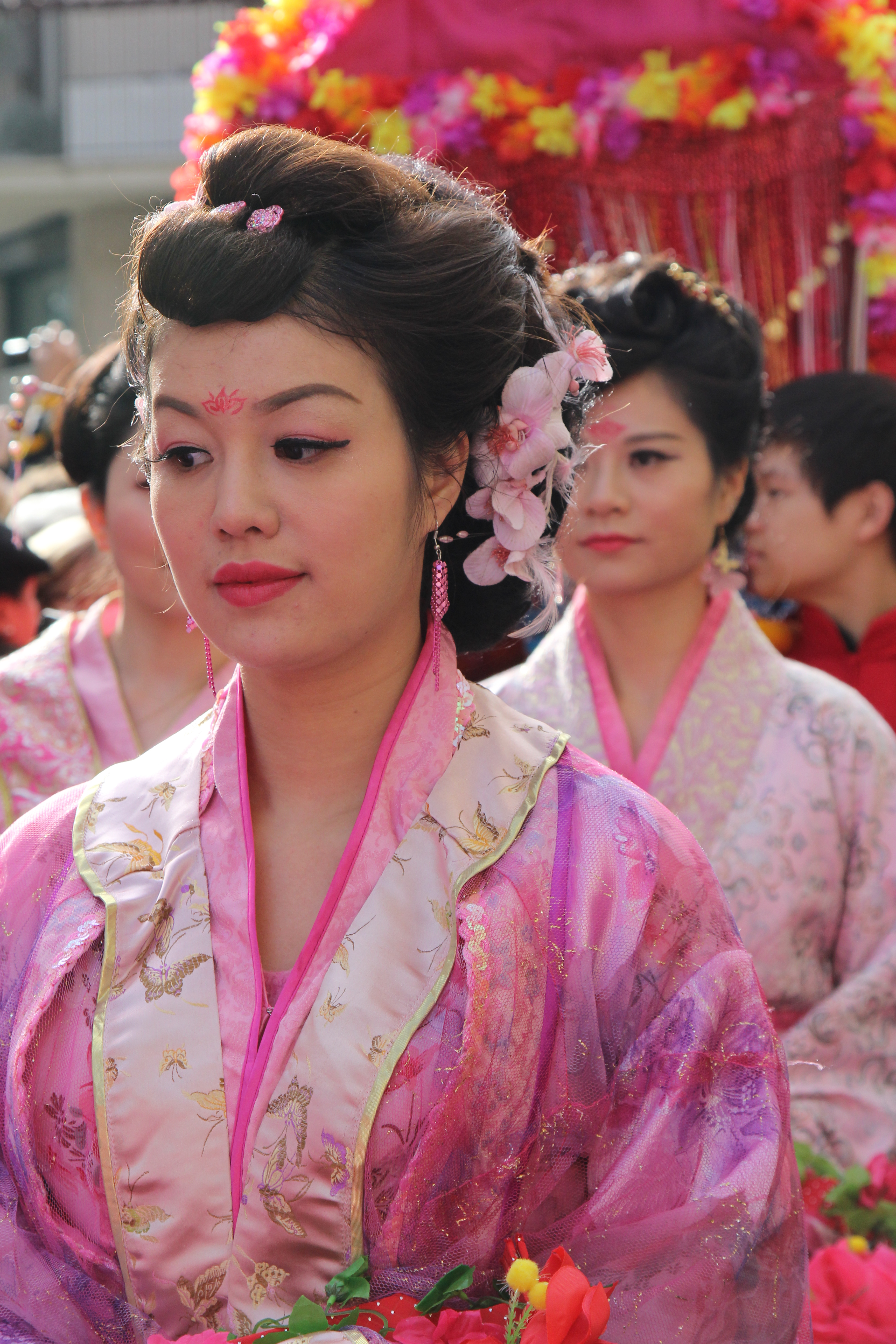
Historische chinesische Tracht zum Neujahrfest in Mailand
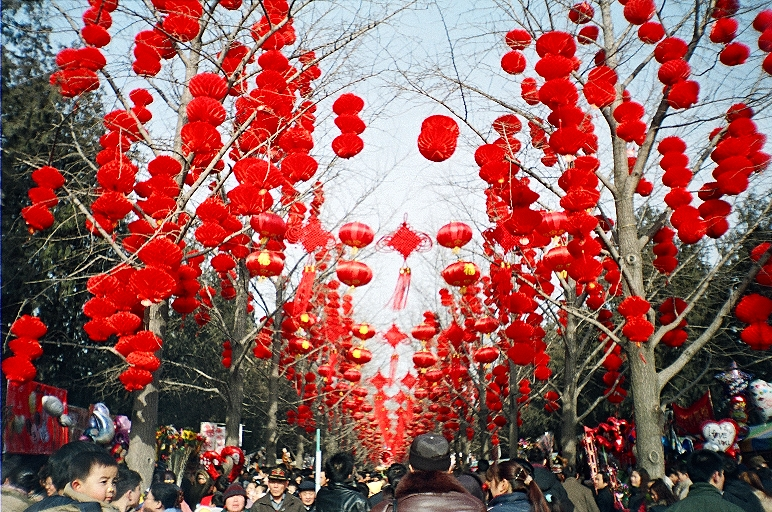
Rote Laternendekoration im Pekinger Park zum Neujahrsfest